# Mỏ đá lửa Krzemionki
Krzemionki, hay Krzemionki Opatowskie, là một phức hệ mỏ đá lửa ở thời kỳ đồ đá mới và đầu thời kỳ đồ đồng để khai thác dải đá lửa ở Kỉ Jura vào khoảng thời gian địa chất Oxford, nằm cách khoảng 8 km về phía đông bắc thành phố Ostrowiec Świętokrzyski của Ba Lan. Đây là một trong những khu mỏ đá lửa tiền sử lớn nhất được biết đến ở châu Âu cùng với Grimes Graves ở Anh và Spiennes ở Bỉ.
Việc khai thác đá lửa ở Krzemionki bắt đầu khoảng 3900 trước Công nguyên và kéo dài đến khoảng 1600 năm trước Công nguyên. Trong thời kỳ đồ đá mới, mỏ được sử dụng bởi các thành viên của nền văn hóa Funnelbeaker, những người đã mở rộng khu vực khai thác đá lửa lên tới 300 km. Văn hóa Amphora Globular cũng đã sử dụng các hầm khai thác và thậm chí còn mở rộng diện tích thăm dò lên khoảng 500 km.
Địa điểm này là một di tích lịch sử của Ba Lan, được đề cử vào ngày 16 tháng 10 năm 1994. Danh sách của nó được duy trì bởi Ủy ban Di sản Quốc gia Ba Lan. Vào ngày 6 tháng 7 năm 2019, Khu vực khai thác đá lửa thời tiền sử Krzemionki đã được công nhận là Di sản thế giới của UNESCO.

## Lịch sử khai thác
Khu vực khai thác dài 4,5 km và rộng từ 25 – 180 mét, có tổng diện tích 78,5 ha. Có hơn 4000 giếng mỏ được biết đến với độ sâu 9 mét với đường kính từ 4 – 12 mét. Một số hầm giếng được nối với nhau bằng lối đi ngang ngắn với mục đích di chuyển hoặc thoát trong trường hợp khẩn cấp gọi là "lò nối vỉa" (tiếng Anh: adit). Chúng cao khoảng 55 - 120   cm và bao phủ diện tích khoảng 4,5   km. Hình ảnh thời kỳ đồ đá mới hiếm hoi được khắc trên tường của một số lò nối vỉa này.
Các đá lửa tại Krzemionki được khai thác từ thiên niên kỷ thứ 4 qua giữa thiên niên kỷ thứ 2 TCN (3000-1600 TCN.) bởi người dân của nền văn hóa gốm Linear, Globular Amphora và nền văn hóa Mierzanowice - những người đã khai quật đá lửa chủ yếu bằng rìu. Đá lửa từ Krzemionki được sử dụng chủ yếu để sản xuất rìu và đục. Số lượng dồi dào của các công cụ này đã được buôn bán xa tới 660  km từ mỏ Krzemionki. Thời kỳ khai thác chính của mỏ là 2500-2000 TCN. Khai thác đá lửa tại Krzemionki bắt đầu suy giảm từ đầu năm 1800-1600 TCN.
Trong các thế kỷ tiếp theo, khu khai thác Krzemionki chỉ được ghé thăm lẻ tẻ. Ngôi làng gần mỏ được đề cập đầu tiên trong lịch sử vào năm 1509 và thuộc sở hữu của một người đàn ông tên Jakub từ Szydłowiec. Nhiều mỏ đá vôi nhỏ của khu vực đã được sử dụng để sản xuất vôi trong nửa đầu thế kỷ 20.

## Lịch sử điều tra khoa học và du lịch
Các mỏ được phát hiện vào năm 1922 bởi nhà địa chất Jan Samsonowicz. Các cuộc điều tra khảo cổ do nhà khảo cổ học Stefan Krukowski đứng đầu bắt đầu vào năm 1923. Sau chiến tranh thế giới thứ hai, người đứng đầu nhóm khoa học là Tadeusz Zurowski, người đã khám phá các mỏ ở Krzemionki, đặc biệt là vào năm 1958 - 1961. Năm 1967, mỏ Krzemionki được chỉ định là khu bảo tồn khảo cổ và là khu bảo tồn thiên nhiên vào năm 1995.
Một nhóm nhỏ khách du lịch đã đến thăm mỏ Krzemionki từ cuối những năm 1950. Các mỏ đã được mở cho du lịch quy mô lớn vào ngày 11 tháng 6 năm 1985 (được gọi là Tuyến du lịch số 1). Vào ngày 10 tháng 6 năm 1990, một tuyến du lịch ngầm thứ hai đã được khai trương và một bảo tàng khảo cổ ngoài trời được dành riêng vào năm 1992. Tuyến du lịch dưới lòng đất dài 465 m và sâu 11,5 m tại điểm sâu nhất của nó.